# A Pair of Boots (film 1912 France)
A Pair of Boots è un cortometraggio muto del 1912 diretto da Charles H. France.

## Trama
La presenza di un vagabondo provoca il terrore negli abitanti di una casa che si affrettano a chiamre la polizia.

## Produzione
Il film fu prodotto dalla Selig Polyscope Company.

## Distribuzione
Distribuito dalla General Film Company, il film - un cortometraggio di 150 metri - uscì nelle sale cinematografiche statunitensi il 27 dicembre 1912. Nelle proiezioni, veniva programmato con il sistema dello split reel, accorpato in un'unica bobina con un altro cortometraggio prodotto dalla Selig, la comica How the 'Duke of Leisure' Reached His Winter Home.